# Liz Hannah

Elizabeth "Liz" Hannah est une scénariste et une productrice de cinéma américaine née le 14 décembre 1985 à New York (État de New York).

## Filmographie
- 2017 : Pentagon Papers (The Post) de Steven Spielberg - scénario et coproduction
- 2019 : Séduis-moi si tu peux ! (Long Shot) de Jonathan Levine - scénario
- 2023 : Lee Miller d'Ellen Kuras - scénario

## Nominations
- Golden Globes 2018 : Golden Globe du meilleur scénario pour Pentagon Papers